# Kilian Binapfl
Kilian Matthias Binapfl (* 1. Januar 2000 in Friedberg (Bayern)) ist ein deutscher Basketballspieler.

## Laufbahn
Der aus dem bayerisch-schwäbischen Friedberg stammende Binapfl spielte im Nachwuchs der Sportfreunde Friedberg sowie des TV Augsburg. Von 2017 bis 2019 gehörte er der zweiten Herrenmannschaft des FC Bayern München an und lief zudem in der Nachwuchs-Basketball-Bundesliga (NBBL) für den FCB auf. 2017 und 2019 gewann er mit Bayern jeweils den deutschen U19-Meistertitel in der NBBL.
Ende Juli 2019 wurde er vom Bundesligaverein Telekom Baskets Bonn verpflichtet, er erhielt ein Zweitspielrecht für die Dragons Rhöndorf (1. Regionalliga). In den Bonner Farben stand er am 7. Dezember 2019 im Spiel gegen den Mitteldeutschen BC erstmals in der Basketball-Bundesliga auf dem Feld. Insgesamt bestritt er 32 Partien Bundesliga-Partien für Bonn, seine Einsatzzeit belief sich auf rund sieben Minuten, bei denen der gebürtige Bayer im Schnitt 2,2 Punkte und 1,5 Rebounds erzielte. Im Mai 2021 erreichte er am 34. Spieltag gegen Halbfinalist Ratiopharm Ulm mit zehn Punkten seine persönliche Bundesliga-Bestleistung und verbuchte am Ende einen Effizienzwert von zwölf. 2021 wechselte er zu den Gießen 46ers, bei denen er einen Dreijahresvertrag erhielt. Nach dem Bundesliga-Abstieg mit den Mittelhessen im Jahr 2022 verließ er die Mannschaft und schloss sich dem Bundesligisten Chemnitz an. Bei den Sachsen blieb seine Einsatzzeit gering, er bestritt neun Bundesligaspiele für Chemnitz.
Im Sommer 2023 wechselte Binapfl zu den Artland Dragons in die zweite Liga. Er wurde Mannschaftskapitän der Quakenbrücker und kam in der Hauptrunde der Saison 2023/24 mit einem Mittelwert von 12,1 Punkten je Begegnung auf den drittbesten Wert der Artländer. Im Sommer 2024 trennte man sich wieder.
Im November 2024 gab Binapfl seinen Einstand beim Zweitligisten Phoenix Hagen. Nach Ablauf seines Vertrags in Hagen war Binapfl einige Wochen ohne neuen Verein, ehe er zur Saison 2025/26 einen Vertrag beim Zweitligisten PS Karlsruhe Lions unterzeichnete.

### Nationalmannschaft

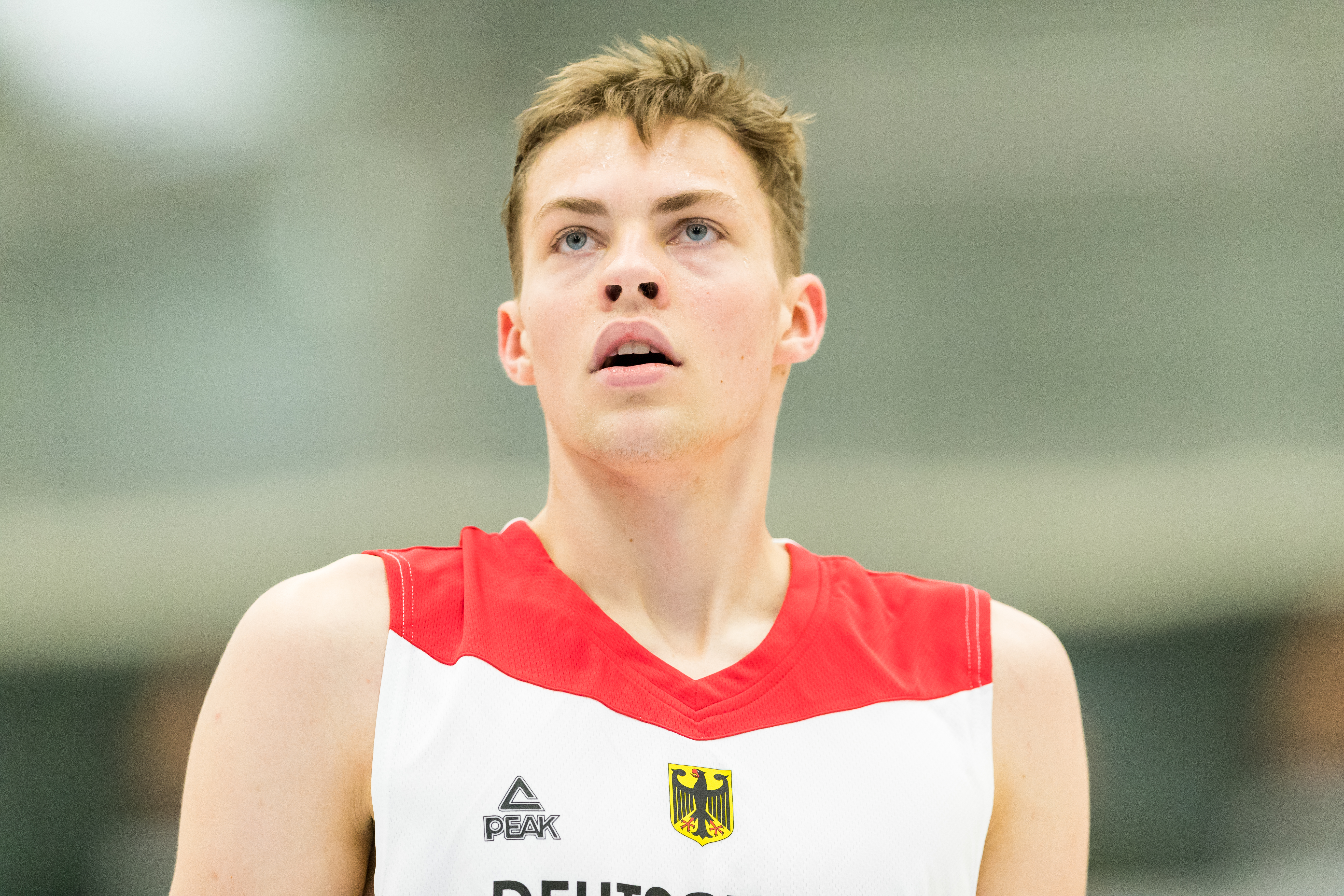
Binapfl als Jugendnationalspieler (2018)

2018 siegte er mit der deutschen U18-Nationalmannschaft beim Albert-Schweitzer-Turnier. Mit der U20-Nationalmannschaft gewann Binapfl 2019 die Bronzemedaille bei der Europameisterschaft.